# Harland & Wolff Welders Football Club
El Harland & Wolff Welders Football Club es un club de fútbol de Irlanda del Norte, con sede en Belfast. Fue fundado en el año 1965, y compite en la NIFL Championship, segunda categoría del fútbol norirlandés.

## Historia
El club fue fundado en 1965 en la capital Belfast y en sus primeros años jugaban en el Tillysburn Park, al este de la capital. En octubre de 2021 se mudaron al nuevo Blanchflower Park Stadium que costó £5000 con gramilla 3G y nuevas graderías. El estadio actualmente cuenta con la aprobación para jugar partidos de la NIFL Premiership.
El club fue fundado por los soldadores que trabajaban cerca del muelle Harland & Wolff. Los colores del club son ámbar y negro que utilizaban los trabajadores de Harland & Wolff para alejar a las gaviotas. Los soldadores de Harland & Wolff Welders comparten una rivalidad con el Dundela. En abril de 2014 firmaron una colaboración con Harland Youth, un club juvenil con seis categorías y pasaron a llamarse H&W Welders Youth. El club posee una relación cercana con el Glentoran, ya que varios jugadores de Glentoran pasaron a jugar con el club.

## Palmarés

### Torneos nacionales
- Copa de la Segunda División (3): 1997-98, 2000-01, 2001-02
- Copa de la Liga Intermedia (2): 2002-03, 2006-07
- Tercera División (2): 2008-09, 2009-10
- Copa de la Liga de Tercera División (2): 2008-09, 2009-10

### Torneos regionales
- Steel & Sons Cup (2): 2010-11, 2015-16
- Liga de Fútbol del Norte (1): 1978-79